# لیگ برتر فوتبال ازبکستان ۲۰۲۳
لیگ برتر فوتبال ازبکستان ۲۰۲۳ نسخه ۳۲ام از مسابقات قهرمانی فوتبال در ازبکستان است. لیگ برتر فوتبال ازبکستان بالاترین سطح مسابقات قهرمانی فوتبال در ازبکستان است. پاختاکور در این دوره مدافع عنوان قهرمانی می باشد.

## تیم‌ها
۱۴ تیم در این دوره حضور دارند.
- پاختاکور
- نوبهار نمنگان
- نفتچی فرغانه
- آلمالیق
- نسف قرشی
- متالورگ بیک‌آباد
- بنیادکار
- اندیجان
- بخارا
- سرخان
- سغدیانا
- المپیک
- توران
- قزل‌قوم